# Embuscade de Balamorghab
 (avril 2014).
Si vous disposez d'ouvrages ou d'articles de référence ou si vous connaissez des sites web de qualité traitant du thème abordé ici, merci de compléter l'article en donnant les références utiles à sa vérifiabilité et en les liant à la section « Notes et références ».
Guerre d'Afghanistan
L'embuscade de Balamorghab a eu lieu le 27 novembre 2008 dans la province de Baghdis. Les Talibans surprirent une force composée de soldats et de policiers du gouvernement central afghan qui subirent de lourdes pertes.

## La bataille
Le 26 novembre, un convoi de ravitaillement de 200 hommes, policiers et militaires afghans, quittent la capitale provinciale, Qala-e-Naw, pour Balamorghab. Le 27, ils sont pris dans une embuscade et assaillis par des tirs d'armes légères et de roquettes RPG. Les insurgés parviennent à scinder le convoi en plusieurs morceaux et à infliger de lourdes pertes à leurs adversaires. L'arrivée d'hélicoptères transportant des commandos de l'armée afghane les poussent à se replier.

## Pertes
Les pertes talibanes sont inconnues mais supposées faibles. En revanche, parmi le convoi, il y a 14 morts, 27 blessés et 20 capturés. De plus, 19 véhicules ont été détruits et 5 autres capturés.